# Stamlijn Harderwijk Haven
Stamlijn Harderwijk Haven is een voormalige stamlijn in Harderwijk. Het spoor is op initiatief van de gemeente Harderwijk aangelegd, en werd in 1963 geopend. Het sloot bij station Harderwijk aan op de spoorlijn Amersfoort - Zwolle, en diende ter ontsluiting van enkele bedrijven (vrieshuizen) aan de Flevoweg. Tot rond 2000 is het spoor in gebruik geweest voor vervoer van diepgevroren waar met Interfrigo-wagens, daarna is de lijn in onbruik geraakt. In 1997 kwamen de Nederlandse Spoorwegen nog met een plan voor reizigersvervoer naar het praktisch aan de lijn liggende Dolfinarium Harderwijk, maar daar is nooit iets van gekomen. Uiteindelijk is in 2007 begonnen met de afbraak van het spoor. Vanwege de bepalingen in het contract met NS gebeurt dit grotendeels op kosten van de gemeente Harderwijk..